# Boldklubben 1909
Il Boldklubben 1909 (conosciuto anche con l'abbreviazione B1909), è una società calcistica con sede a Odense, in Danimarca. Fondata nel 1909 come dice anche il suo nome, attualmente gioca nella Danmarksserien 2, il secondo girone della quarta divisione nazionale, ma vanta 2 titoli nazionali e 2 coppe nazionali in bacheca.
Assieme al Boldklubben 1913 ed al Dalum IF ha compiuto una fusione nella stagione 2006-2007 (in quella stagione tutte le tre squadre partecipavano alla 2nd Division West, girone occidentale della terza divisione), formando la nuova squadra del FC Fyn.

## Palmarès

### Competizioni nazionali
- Campionato danese: 2

1959, 1964
- Coppa di Danimarca: 2

1962, 1971
- 1. Division: 5

1947-1948, 1949-1950, 1953-1954, 1970, 1990, 1991-1992
- 2. Division: 1

1997-1998

### Altri piazzamenti
- Campionato danese:

Terzo posto: 1951-1952
- Coppa di Danimarca:

Finalista: 1977
Semifinalista: 1958-1959, 1959-1960

## B 1909 nelle Coppe europee
Il Boldklubben 1909 ha partecipato a tutte le principali manifestazioni europee negli anni sessanta. La migliore partecipazione è stata quella in Coppa delle Coppe 1962-1963, quando i danesi hanno superato due turni consecutivi, prima di essere eliminati ai quarti di finale dai tedeschi occidentali del Norimberga.
| Stagione | Torneo             | Turno         | Nazione                   | Club               | Andata | Ritorno | Totale |
| -------- | ------------------ | ------------- | ------------------------- | ------------------ | ------ | ------- | ------ |
| 1959-60  | Coppa dei Campioni | Ottavi        | Austria (bandiera)        | Wiener Sportklub   | 2-2    | 0-3     | 2-5    |
| 1962-63  | Coppa delle Coppe  | 1º turno      | Lussemburgo (bandiera)    | Alliance Dudelange | 1-1    | 8-1     | 9-2    |
|          |                    | Ottavi        | Austria (bandiera)        | Grazer AK          | 1-1    | 5-3     | 6-4    |
|          |                    | Quarti        | Germania Ovest (bandiera) | Norimberga         | 0-1    | 0-6     | 0-7    |
| 1964-65  | Coppa dei Campioni | Primo Turno   | Spagna (bandiera)         | Real Madrid        | 2-5    | 0-4     | 2-9    |
| 1965-66  | Coppa dei Campioni | Primo Turno   | Romania (bandiera)        | Dinamo Bucarest    | 0-4    | 2-3     | 2-7    |
| 1968-69  | Coppa delle Fiere  | Trentaduesimi | Germania Ovest (bandiera) | Hannover 96        | 2-3    | 0-1     | 2-4    |
| 1971-72  | Coppa delle Coppe  | Preliminare   | Austria (bandiera)        | Austria Vienna     | 4-2    | 0-2     | 4-4    |